# Lonchetron cyclorum
Lonchetron cyclorum är en stekelart som beskrevs av Yin-Xia Liao och Huang 1988. Lonchetron cyclorum ingår i släktet Lonchetron och familjen puppglanssteklar. Inga underarter finns listade i Catalogue of Life.